# I Vocalisti
I Vocalisti ist ein Kammerchor aus Potsdam.
Der Chor besteht, je nach Projekt, aus 20 bis 60 stimmlich und musikalisch vorgebildeten jungen Sängerinnen und Sängern aus Norddeutschland, die sich zusammengefunden haben, um auf professionellem Niveau anspruchsvolle geistliche und weltliche Chormusik zu erarbeiten. Neben Werken „alter Meister“ wie Bach, Brahms oder Mendelssohn liegt das Augenmerk besonders auf neuen Werken zeitgenössischer Komponisten. Hierbei besteht eine enge Zusammenarbeit u. a. mit Ugis Praulins, Vic Nees, Aleksandar S. Vujic und Bernd Franke.
Seit seiner Gründung 1991 trat das Ensemble in zahlreichen Konzertreihen auf und war Preisträger bei nationalen und internationalen Chorwettbewerben, u. a. 1. Bundespreisträger beim 6. Deutschen Chorwettbewerb 2002 und 1. Preisträger beim Internationalen Kammerchorwettbewerb in Tolosa, Spanien, 2004. Außerdem produzierten Rundfunk (NDR) und Fernsehen (ARD) sowie der Carus-Verlag Stuttgart Aufnahmen mit dem Kammerchor I Vocalisti. Das Ensemble gibt Konzerte im Rahmen bedeutender Festivals, u. a. dem „Schleswig-Holstein Musik Festival“ und dem „Festival des Chœurs lauréats“.
Als Gast in Meisterkursen arbeitete der Kammerchor I Vocalisti mit Dirigenten wie Volker Hempfling, Frieder Bernius und Malcolm Goldring.

## Wettbewerbe
Auswahl:
14. Internationaler Kammerchor-Wettbewerb Marktoberdorf, 2015
- Prädikat „International Sehr Gut“

55. Intern. Chorwettbewerb Cork, Irland, 2009
- 1. Preis in der Fleischmann International Trophy Competition
- Sonderpreis für das beste Wettbewerbsprogramm

1. Chorfest Bremen 2008
- 2. Preis, Kategorie Moderne A
- Sonderpreis Volkslied

36. Intern. Chorwettbewerb Tolosa, 2004
- 1. Preis Kategorie Polyphonie
- 2. Preis Kategorie Folklore

8. Intern. Kammerchor-Wettbewerb Marktoberdorf, 2003
- 2. Preis
- Sonderpreis für das interessanteste Wettbewerbsprogramm

6. Deutscher Chorwettbewerb 2002, Osnabrück
- 1. Bundespreis, Kategorie A1

5. Deutscher Chorwettbewerb 1998, Regensburg
- 3. Bundespreis, Kategorie A1
- Sonderpreis für die beste Interpretation einer zeitgenössischen Komposition

## Diskografie
- Charles Gounod Musica sacra, geistliche Chorwerke, Carus-Verlag, 2005
- Domine Deus – Chormusik des 20. und 21. Jahrhunderts, Rondeau Production, 2011

## Chorleitung
Gründer und Leiter des Kammerchors I Vocalisti ist Hans-Joachim Lustig, der nach einem Studium der Schulmusik als freiberuflicher Chorleiter/Dirigent in Potsdam lebt. 1994/95 war er Stipendiat des Deutschen Musikrats. Er leitet national und international Chor- und Chorleitungsseminare und ist Dirigent der Chorknaben Uetersen, mit deren Männerstimmen er 2002 beim 6. Deutschen Chorwettbewerb ebenfalls einen 1. Bundespreis erringen konnte. Außerdem ist er als Juror bei Chorwettbewerben tätig und wird häufig als Gastdirigent eingeladen (u. a. vom Belgrader Rundfunkchor und vom Philharmonia Chorus London).